# Col de la Charmette
Le col de la Charmette à 1 261 mètres d'altitude, dans le massif de la Chartreuse, termine une route sans-issue pour les véhicules citadins depuis l'abandon de l'entretien de la route forestière qui la prolongeait, et en fait un point de départ de randonnée dans le massif. On y accède par la commune de Proveysieux.

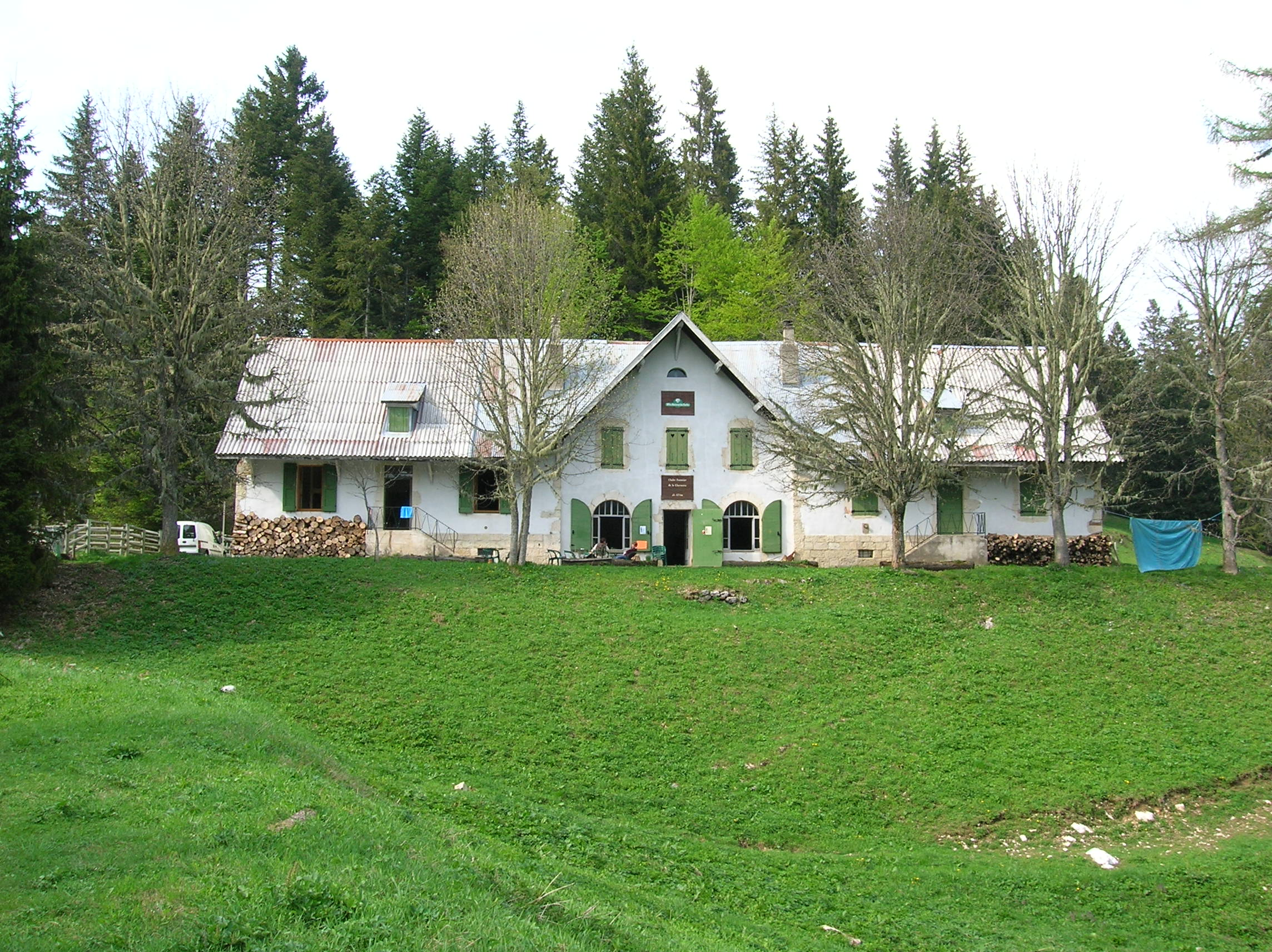
L'ancien chalet de la Charmette

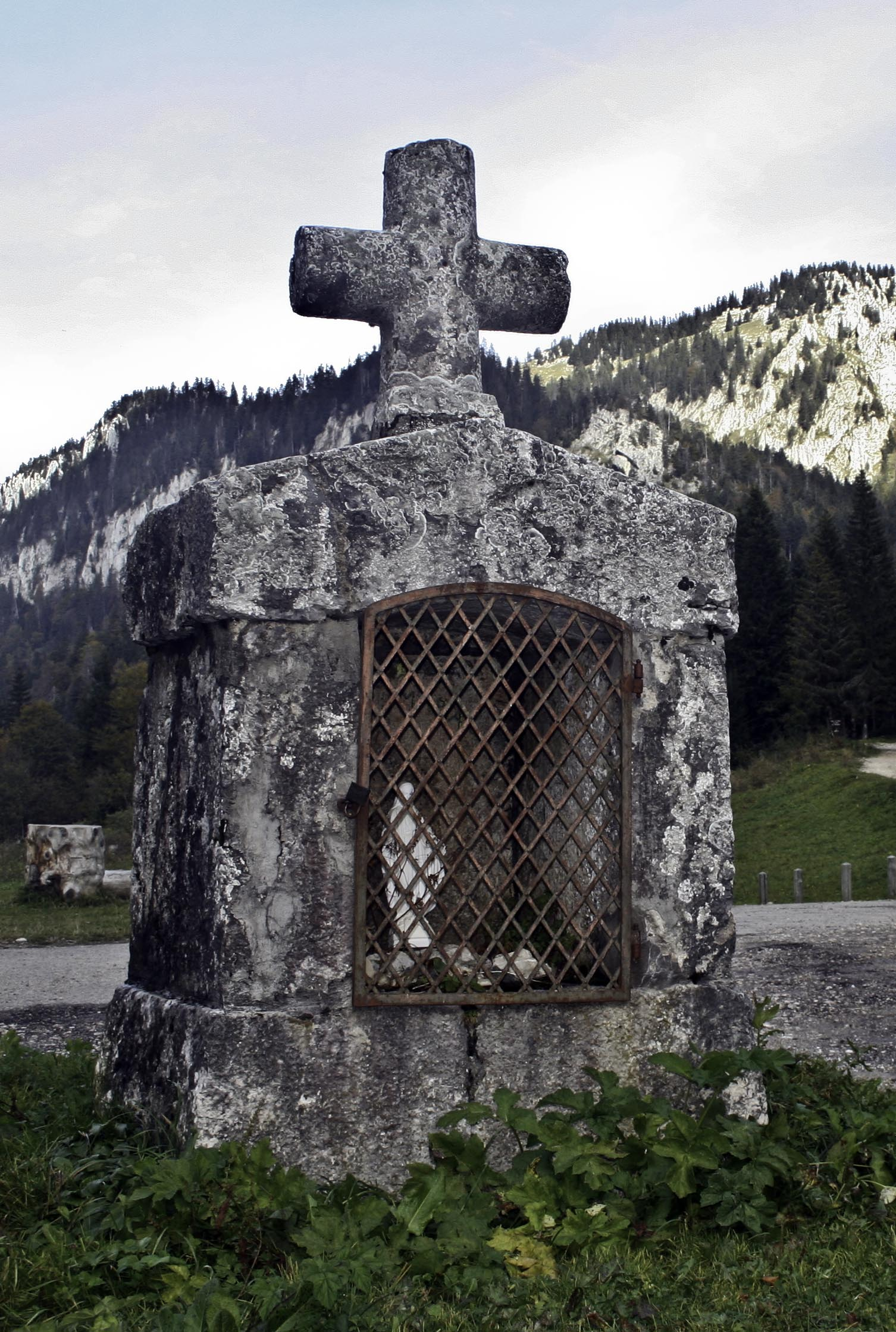
L'oratoire Saint-Bruno

Ce col se situe entre la Grande Sure à l'ouest et le Charmant Som à l'est. Les deux ruisseaux naissant à proximité du col et qui descendent, l'un vers le nord et la vallée du Guiers mort, l'autre au sud vers la vallée de l'Isère, s'appellent tous les deux le Tenaison.
Au milieu du col se trouve l'oratoire de Saint-Bruno, qui marquait la limite des possessions du monastère de la Grande Chartreuse.
Les refuges les plus proches sont la ferme-auberge du Charmant Som et les refuges non-gardés des Banettes et d'Hurtières (alpages de la Sure). Le chalet de la Charmette est désormais fermé. De nombreux gouffres sont situés dans la forêt de Génieux à proximité du col de la Charmette. Le plus profond est le gouffre de Génieux, à l'ouest, à l'altitude de 1 410 m avec une profondeur de 675 mètres,.